# 厚叶卫矛
厚叶卫矛（学名：Euonymus hemsleyanus）为卫矛科卫矛属的植物，为中国的特有植物。分布于中国大陆的四川、云南等地，生长于海拔1,400米的地区，多生长于灌木林中，目前尚未由人工引种栽培。

## 别名
黑刺卫矛（植物研究）